# Церква Різдва Пресвятої Богородиці (Лісники)
Церква Різдва Пресвятої Богородиці в Лісниках — парафія і храм греко-католицької громади Бережанського деканату Тернопільсько-Зборівської архієпархії Української греко-католицької церкви в селі Лісники Тернопільського району Тернопільської области.
Оголошена пам'яткою архітектури місцевого значення.

## Історія церкви
Парафію утворено як самостійну, а храм збудовано на пожертви вірян у 1890 році. Новозбудований храм освятили у 1894 році.
Парафія належала до УГКЦ з 1890 по 1946 рік, а також з 1990 року. У 1961 році комуністична влада зняла храм і парафію з реєстрації, і з того часу до 1990 року храм не діяв.
У 1991 році храм оновили. Іконостас створив місцевий майстер Мирон Якимів, а розпис виконав художник Іван Воляр. Освячення оновленого храму здійснив єпископ Михаїл Сабрига.
У 2008 році єпископську візитацію парафії здійснив Василій Семенюк.
При парафії діють: Вівтарна дружина, братство «Апостольство молитви», спільнота «Матері в молитві» та Марійська дружина. Катехизацію проводить священник.
На території парафії розташований невеликий, але недіючий монастир Чину Святого Василія Великого, збудований у 1625 році.
Парафія володіє 18 сотками землі та церковною плебанією, де живе священник.

## Парохи
- о. Іван Ульванський,
- о. Григорій Дучковський,
- о. Василь Кушнір,
- о. Юліан Левицький,
- о. Григорій Качала,
- о. Осип Чикало,
- о. Роман Шафран,
- о. Василь Івасюк,
- о. Михайло Немелівський,
- о. Григорій Федчишин,
- о. Роман Маслій (з 1998).